# Noctua conjuncta
Noctua conjuncta là một loài bướm đêm trong họ Noctuidae.